# Jorma Ollila
Jorma Jaakko Ollila (ur. 15 sierpnia 1950 w Seinäjoki) – fiński ekonomista i menedżer, od 1999 do 2012 przewodniczący rady nadzorczej Nokii, w latach 1992–2006 dyrektor generalny (CEO) tego koncernu, od 2006 także przewodniczący rady dyrektorów Royal Dutch Shell.

## Życiorys
Urodził się w rodzinie robotniczej. W 1976 został absolwentem nauk politycznych na Uniwersytecie Helsińskim. Dwa lata później ukończył ekonomię w London School of Economics. W 1981 uzyskał dodatkowo tytuł zawodowy inżyniera na Technicznym Uniwersytecie Helsińskim.
Karierę zawodową zaczynał w 1978 jako pracownik Citibanku. Początkowo pracował w Londynie, wkrótce przeniósł się do nowo otwartej placówki w Helsinkach. Od 1982 był członkiem zarządu Citibanku. W 1985 objął stanowisko wiceprezesa Nokii odpowiedzialnego za operacje międzynarodowe, w latach 1986–1989 pełnił funkcję wiceprezesa ds. finansów, następnie przez rok wiceprzewodniczącego rady dyrektorów. Od 1990 do 1992 kierował sekcją telefonii komórkowej. Następnie przez czternaście lat był dyrektorem generalnym, zajmując najwyższe stanowisko zarządcze w przedsiębiorstwie. Jednocześnie w 1999 powołano go na przewodniczącego rady nadzorczej koncernu.
Po objęciu funkcji CEO w Nokii zajął się restrukturyzacją tego przedsiębiorstwa, wyprzedając liczne działy produkcji niezwiązane z telefonią komórkową. Nokia w czasie jego rządów stała się głównym fińskim pracodawcą, a także czołowym światowym producentem telefonów mobilnych. Wartość rynkowa koncernu pod koniec jego urzędowania jako dyrektora generalnego była szacowana na ponad 70 miliardów euro. Po złożonej w 2006 rezygnacji pozostał przewodniczącym rady nadzorczej, objął też funkcję przewodniczącego rady dyrektorów (niewchodzącego w skład zarządu) w brytyjsko-holenderskim koncernie petrochemicznym Royal Dutch Shell.
Pełnił też różne funkcje kierownicze w innych przedsiębiorstwach, m.in. jako członek rady dyrektorów Ford Motor Company (2000–2008). Do 2017 był przewodniczącym rady dyrektorów Instytutu Badawczego Fińskiej Gospodarki (ETLA).
Odznaczony m.in. estońskim Orderem Białej Gwiazdy (1995), komandorią holenderskiego Orderu Oranje-Nassau (1995), Krzyżem Oficerskim Orderem Zasługi Republiki Węgier (1996), komandorią pierwszej klasy fińskiego Orderu Białej Róży, Krzyżem Komandorskim Orderem Zasługi Republiki Federalnej Niemiec (1997), Krzyżem Komandorskim Orderu Zasługi Rzeczypospolitej Polskiej (1999), Krzyżem Wielkim Orderu Lwa Finlandii (2005), komandorią (CBE) Orderu Imperium Brytyjskiego (2008).

## Życie prywatne
Jorma Ollila jest żonaty, ma troje dzieci.